# Церква святителя Миколая Чудотворця (Нагоряни)
Церква святителя Миколая Чудотворця в Нагорянах — парафія і храм Заліщицького благочиння Тернопільської єпархії Православної церкви України в селі Нагоряни Чортківського району Тернопільської области.

## Історія церкви
Церква, збудована у 1623 році, обслуговувала три села: Нирків, Нагоряни та Солоне.
На початку 1960-х років храм закрили на 28 років, перетворивши його на склад будівельних матеріалів. На початку 90-х років приміщення належало греко-католицькій громаді. Православні віряни, щоб задовольнити свої духовні потреби, у 1994 році збудували капличку при в'їзді в село, а невдовзі — новий храм у центрі села.
Влітку 2000 року священники Олександр Процишин та Василь Зубик з Касперівців освятили фундамент нового храму.
У грудні 2004 року за участі православних громад і священнослужителів сусідніх сіл митрополит Тернопільський і Бучацький Василій освятив церкву на честь святителя Миколая Чудотворця.

## Парохи
- о. Іван Кисилевський (учасник з'їзду «Руських вчених» у 1848 році),
- о. Йосиф Гоцький,
- о. Євстахій Бурковський,
- о. А. Білінкевич,
- о. М. Болашук,
- о. Іван Кудрикевич (до 1915),
- о. Володимир Барнич,
- о. Юліан Свістель,
- о. Петро Маркевич (1944—1950),
- о. Степан Гунчак (до 1957),
- о. Валеріан Волоцький (до 1977),
- о. Мар'ян Оберлейтнер,
- о. Олександр Процишин.